# Скандиччи
Сканди́ччи (итал. Scandicci) — коммуна в Италии, расположена в области Тоскана, подчиняется административному центру Флоренция.
Население коммуны составляет 49562 человека (2008 г.), плотность населения — 832 чел./км². Коммуна занимает площадь 60,14 км². 
Почтовый индекс — 50018. Телефонный код — 055.
Святым покровителем коммуны почитается Зиновий Флорентийский, день его памяти ежегодно отмечается 10 мая.

## Демография
Динамика населения:

## Города-побратимы
- Пантен, Франция
- Сараево, Босния и Герцеговина
- Франкфурт-на-Одере, Германия

## Администрация коммуны
- Официальный сайт: comune.scandicci.fi.it/